# Dům U Černého orla (Kadaň)
Dům U Černého orla (čp. 182) je historický dům na Starém Městě v Kadani. Stojí na rohu hlavního kadaňského náměstí (nyní Mírové, dříve Tržní) u křižovatky s Vrchlického ulicí (dříve Panská). V přízemí domu U Černého orla se nachází stejnojmenná lékárna, nejstarší v Kadani, která je v provozu již od 70. let 19. století.

## Dějiny domu a jeho majitelé
Současný dům U Černého orla je opatřen zdobnou klasicistní fasádou s opakujícím se motivem Herkula ve lví kůži. Na jeho místě však nejspíše stával středověký měšťanský dům, neboť je vystavěn na gotických základech.
Nejpozději roku 1872 je v domě zmiňována lékárna U Černého orla, kterou provozoval kadaňský lékárník PhMr. Dr. Anton Stanka. Jeho syn Anton zde pak lékárnu spravoval až do roku 1945. Mimo medikamenty nabízela lékárna též široký sortiment minerálních vod, obvazových materiálů, chirurgických nástrojů, dietetických prostředků, gumového zboží i zboží drogistického, včetně parfémů, a také léčivá vína z celé Evropy. Poté, co byla Stankovým jako občanům německé národnosti lékárna zkonfiskována a rodina byla nucena Československo opustit, převzal provoz lékárny jakožto národní správce PhMr. Antonín Skřeček. Lékárna U Černého orla v Kadani přetrvala i dobu komunismu a jako privátní zařízení funguje do současnosti. Dlouhou dobu byla též spojena s osobností českého farmaceuta PharmDr. Jindřicha Osvalda, který v letech 1996 až 2002 vykonával funkci prezidenta České lékárnické komory a zasloužil se o obnovu soukromého lékárnictví v České republice.

## Domovní znamení
Domovní znamení domu U Černého orla pochází nejspíše ze 70. let 19. století, kdy zde vznikla stejnojmenná lékárna. Černý orel s rozepjatými křídly, zlatou korunkou a zlatou zbrojí (pařáty a zobákem) je umístěn ve štítě nad okny v prvním patře domu. Orel, který je též významným heraldickým zvířetem, je symbolem odvahy, síly, vítězství a štěstí a může být též alegorickým symbolem ostrozrakosti. Historické domovní znamení bylo v devadesátých letech 20. století zrestaurováno malířem Josefem Bernáškem z Klášterce nad Ohří.
Lékárna s pojmenováním U Černého orla se mimo Kadaň nachází i v řadě jiných měst střední Evropy, například v Praze, Olomouci, Vídni, Linci nebo ve Vidnavě na Jesenicku.

## Zajímavosti
Podle pověsti stávala na místě nynějšího domu U Černého orla jedna z budov náležející ke kadaňské komendě Řádu maltézských rytířů, která zde existovala v letech 1186 až 1559. Původní dům byl nejspíše, podobně jako všechny ostatní domy na hlavním kadaňském náměstí, opatřen podloubím. V prostorách domu U Černého orla za podloubím se kdysi údajně nacházela goticky klenutá místnost se dvěma sloupy osvětlená dvěma průhledy vedoucími na náměstí. Staré kadaňské pověsti praví, že tento záhadný prostor sloužil jako tajná hrobka templářských rytířů, z nichž někteří měli v Kadani u johanitů nalézt útočiště během svého pronásledování po zrušení řádu v roce 1312. V lidové fantazii stimulované pozdějšími představami z dob romantismu měl být v hlubokých sklepeních domu U Černého orla ukryt templářský poklad. Pověsti o johanitech a ukrytém pokladu templářských rytířů se v souvislosti s Kadaní však objevovaly už od středověku.
Písemné prameny například zmiňují, že dne 5. května 1425 byla poblíž městských hradeb při kopání základů pro nový dům Jakoba Liedela nalezena lebka označená červeným křížkem a vedle ní velký zlatý řetěz, údajně pozůstatek hrobu dávného johanitského komtura či část ztraceného pokladu templářů.
Jiný záznam pojednává o události, která se měla odehrát přímo před domem U Černého orla, když se zde v neděli 5. března 1570 jistý kadaňský měšťan Johann Kraus i se svým koněm propadl do podzemí. Tato událost vyvolala úvahy o tom, k čemu objevená podzemní prostora sloužila, zda byla někdejším johanitským vězením nebo snad tajnou skrýší řádu templářů.
V souvislosti s ukrytým templářským pokladem je zmiňováno ještě jedno místo v okolí města Kadaně, a sice skála zvaná Tempelstein, tyčící se nad řekou Ohří v Mariánském údolí mezi Kadaní a Kláštercem. Podle pověsti má být poklad ukryt v útrobách této skály a údajně je neustále střežen záhadným řádovým rytířem, který se prý v okolí skály zjevuje.